# Уойен Цюди
Уойен Цюди (на китайски: 握衍朐鞮; на пинин: Wòyán Qúdī) е шанюй на хунну, управлявал в периода 60 – 58 година пр.н.е.

## Живот
Той е един от висшите сановници в държавата на хунну и правнук на шанюя Ушълу. Наследява шанюя Сюлу Цюенцю в резултат на дворцови интриги, като за пръв път от четири десетилетия на трона е представител на династията на Маодун, основателя на хунската империя.
След като идва на власт Уойен Цюди екзекутира много от приближените на своя предшественик и прави опити да сключи мир с империята Хан. Той влиза в конфликт с някои от влиятелните хунски родове, които се обявяват за предаване на властта на Дзихоу Цюенцъ, син на Сюлу Цюенцю.
През 58 година пр.н.е. войските на Уойен Цюди са разгромени от бунтовниците, самият той се самоубива, а Дзихоу Цюенцъ става шанюй под името Хухансие.